# Montrevault
Montrevault és un municipi francès situat al departament de Maine i Loira i a la regió de País del Loira. L'any 2007 tenia 1.241 habitants.

## Demografia

### Població
El 2007 la població de fet de Montrevault era de 1.241 persones. Hi havia 542 famílies de les quals 181 eren unipersonals (78 homes vivint sols i 103 dones vivint soles), 185 parelles sense fills, 164 parelles amb fills i 12 famílies monoparentals amb fills.
La població ha evolucionat segons el següent gràfic:
Habitants censats

### Habitatges
El 2007 hi havia 589 habitatges, 547 eren l'habitatge principal de la família, 10 eren segones residències i 31 estaven desocupats. 494 eren cases i 93 eren apartaments. Dels 547 habitatges principals, 362 estaven ocupats pels seus propietaris, 168 estaven llogats i ocupats pels llogaters i 16 estaven cedits a títol gratuït; 8 tenien una cambra, 32 en tenien dues, 81 en tenien tres, 139 en tenien quatre i 287 en tenien cinc o més. 388 habitatges disposaven pel capbaix d'una plaça de pàrquing. A 268 habitatges hi havia un automòbil i a 222 n'hi havia dos o més.

### Piràmide de població
La piràmide de població per edats i sexe el 2009 era:
| Homes | Edats   | Dones |
| ----- | ------- | ----- |
| 4     | 95 o +  | 4     |
| 0     | 90 a 94 | 8     |
| 4     | 85 a 89 | 0     |
| 4     | 80 a 84 | 4     |
| 20    | 75 a 79 | 24    |
| 28    | 70 a 74 | 32    |
| 28    | 65 a 69 | 44    |
| 36    | 60 a 64 | 40    |
| 32    | 55 a 59 | 28    |
| 24    | 50 a 54 | 24    |
| 56    | 45 a 49 | 40    |
| 40    | 40 a 44 | 44    |
| 32    | 35 a 39 | 40    |
| 48    | 30 a 34 | 52    |
| 48    | 25 a 29 | 16    |
| 40    | 20 a 24 | 48    |
| 77    | 15 a 19 | 28    |
| 40    | 10 a 14 | 24    |
| 12    | 5 a 9   | 32    |
| 32    | 0 a 4   | 48    |

## Economia
El 2007 la població en edat de treballar era de 776 persones, 593 eren actives i 183 eren inactives. De les 593 persones actives 540 estaven ocupades (312 homes i 228 dones) i 53 estaven aturades (26 homes i 27 dones). De les 183 persones inactives 74 estaven jubilades, 52 estaven estudiant i 57 estaven classificades com a «altres inactius».

### Ingressos
El 2009 a Montrevault hi havia 567 unitats fiscals que integraven 1.316,5 persones, la mediana anual d'ingressos fiscals per persona era de 16.283 €.

### Activitats econòmiques
Dels 30 establiments que hi havia el 2007, 2 eren d'empreses alimentàries, 2 d'empreses de fabricació d'altres productes industrials, 3 d'empreses de construcció, 4 d'empreses de comerç i reparació d'automòbils, 2 d'empreses d'hostatgeria i restauració, 3 d'empreses financeres, 1 d'una empresa immobiliària, 3 d'empreses de serveis, 6 d'entitats de l'administració pública i 4 d'empreses classificades com a «altres activitats de serveis».
Dels 12 establiments de servei als particulars que hi havia el 2009, 1 era una oficina d'administració d'Hisenda pública, 1 gendarmeria, 1 una oficina bancària, 1 taller de reparació d'automòbils i de material agrícola, 2 guixaires pintors, 1 fusteria, 3 perruqueries, 1 restaurant i 1 agència immobiliària.
Dels 3 establiments comercials que hi havia el 2009, 2 eren fleques i 1 una carnisseria.
L'any 2000 a Montrevault hi havia 6 explotacions agrícoles.

## Equipaments sanitaris i escolars
L'únic equipament sanitari que hi havia el 2009 era una farmàcia.
El 2009 hi havia 2 escoles elementals. Montrevault disposava d'un col·legi d'educació secundària amb 316 alumnes.

## Poblacions més properes
El següent diagrama mostra les poblacions més properes.